# Healy (Kansas)
Healy – jednostka osadnicza w Stanach Zjednoczonych, w stanie Kansas, w hrabstwie Lane.